# أوبالدو فيلول
أوبالدو فيلول (بالإسبانية: Ubaldo Fillol) مواليد 21 يوليو 1950 في بوينس آيرس، الأرجنتين، هو لاعب كرة قدم أرجنتيني دولي سابق كان يلعب كحارس مرمى. سبق له أن لعب في كأس العالم لكرة القدم مع منتخب بلاده. لعب خلال مسيرته 657 مباراة سجل خلالها 0 أهداف.

## المسيرة الاحترافية

### أندية لعب لها
- كيلمس
- نادي راسينغ
- نادي أتلتيكو ريفر بليت
- أرجنتينوس جونيورز
- فلامينغو ريغاتاس
- أتلتيكو مدريد
- نادي راسينغ

## روابط خارجية
- أوبالدو فيلول على موقع الاتحاد الدولي (مؤرشف)  (الإنجليزية)
- أوبالدو فيلول على موقع قاعدة بيانات كرة القدم.إي يو (الإنجليزية)
- أوبالدو فيلول على موقع ناشيونال فوتبول تيمز (الإنجليزية)
- أوبالدو فيلول على موقع عالم كرة القدم.نت (الإنجليزية)